# M20 (Ierland)
De M20 (Engels: M20 Motorway / Iers: Mótarbhealach M20) is een autosnelweg in Ierland met een lengte van 10 kilometer rond de stad Limerick. Het is een onderdeel van de nationale primaire weg N20. De snelweg moet op termijn 90 kilometer lang worden en Limerick met Cork verbinden.